# مالا پاورز
مالا پاورز (انگلیسی: Mala Powers؛ ۲۰ دسامبر ۱۹۳۱ – ۱۱ ژوئن ۲۰۰۷) یک هنرپیشه اهل ایالات متحده آمریکا بود.
از فیلم‌های او می‌توان به تمی و مرد مجرد اشاره نمود.